# スーダンテレビ
スーダンテレビ（英: Sudan TV）は、スーダンの国営放送局。

## 概要
1962年に放送開始、1976年にカラー化している。番組の内容はイスラム教に関するものが含まれる。アラブ諸国放送連合（ASBU）に加盟。